# L'Enjeu mortel
Pour plus de détails, voir Fiche technique et Distribution.
L'Enjeu mortel (The Twins of Suffering Creek) est un western américain réalisé par Scott R. Dunlap et William A. Wellman, et sorti en 1920.

## Fiche technique
- Titre : L'Enjeu mortel
- Titre original : The Twins of Suffering Creek
- Réalisation : Scott R. Dunlap et William A. Wellman
- Scénario : Jules Furthman, William A. Wellman
- Production : Fox Film Corporation
- Directeur de la photographie : Clyde De Vinna
- Date de sortie : 1920

## Distribution
- William Russell : Bill Lark
- Louise Lovely : Little Casino
- E.A. Warren : Scipio Jones
- William Ryno : Minky Clark
- Henry Hebert : Jim Pemberton
- Joe Ray : Sunny Oak
- Florence Deshon : Jess Jones
- Malcolm Cripe : Twin
- Helen Stone : Twin